# Werner Lucas
Werner Georg Emil Lucas (27 de Dezembro de 1917 – 24 de Outubro de 1943) foi um piloto alemão da Luftwaffe durante a Segunda Guerra Mundial. Abateu 106 aeronaves inimigas, o que fez dele um ás da aviação.